# Leucosolenia complicata
Leucosolenia complicata är en svampdjursart som först beskrevs av Montagu 1818. Enligt Catalogue of Life ingår Leucosolenia complicata i släktet Leucosolenia och familjen Leucosoleniidae, men enligt Dyntaxa är tillhörigheten istället släktet Leucosolenia och familjen Leucosolenidae. Arten är reproducerande i Sverige. Inga underarter finns listade i Catalogue of Life.

## Bildgalleri

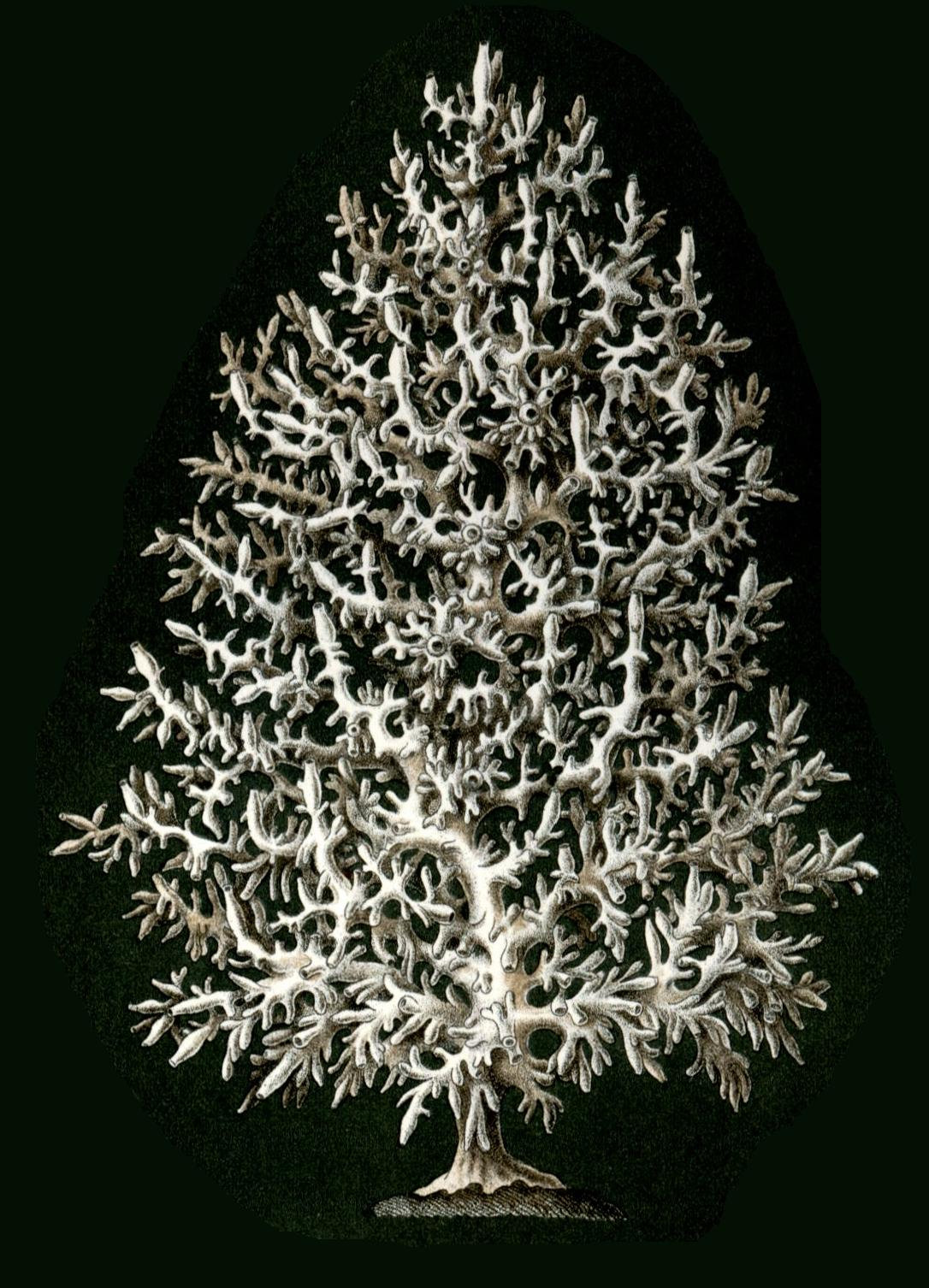
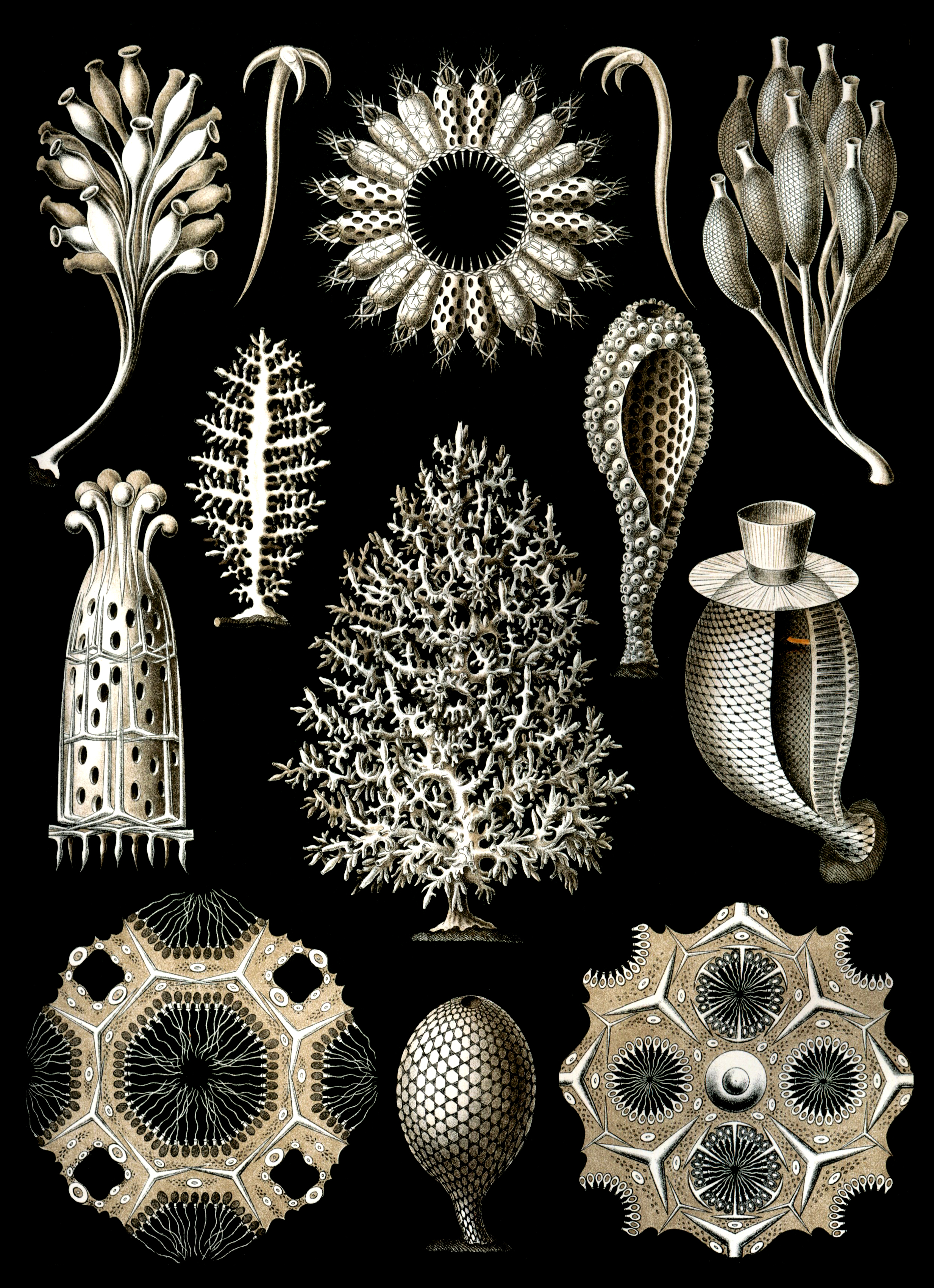